# Stenenbrug (Utrecht)
De Stenenbrug in de Nederlandse stad Utrecht is een basculebrug over de rivier de Vecht die de Kaatstraat verbindt met de Adelaarstraat. De openstelling vond plaats in 1956. Het oostelijke landhoofd bevat een reliëf in baksteen waarop te zien is hoe schepen voorheen in de Vecht werden gejaagd. 
Voor 1956 overspanden meerdere opvolgende bruggen hier de Vecht. De brugnaam bestond al bij deze voorgangers. De laatste voorganger werd in 1906 gebouwd ten behoeve van de aanleg van een tramlijn. Tramlijn 1 reed tot in de jaren 1930 over de brug. 